# Cornusaccula
Cornusaccula là một chi bướm đêm thuộc phân họ Tortricinae của họ Tortricidae.

## Các loài
- Cornusaccula periopa Diakonoff, 1960